# Anthony Kiedis
Anthony Kiedis (n. 1 noiembrie 1962) este un cantautor și ocazional actor american, cunoscut pentru activitatea sa ca solist al trupei Red Hot Chili Peppers. Alaturi de basistul Flea, este singurul dintre membri care a aparut pe toate albumele formatiei. Kiedis a trait cu mama sa in Grand Rapids, Michigan pana la varsta de 12 ani, cand s-a mutat in Hollywood, pentru a sta alaturi de tatal sau.
1. 1 2  „Anthony Kiedis”, Gemeinsame Normdatei, accesat în 1 septembrie 2022
2. ↑  Autoritatea BnF, accesat în 10 octombrie 2015
3. ↑  CONOR.SI[*] Verificați valoarea |titlelink= (ajutor)
4. ↑  Czech National Authority Database, accesat în 30 august 2020